# Groupe Bull
Bull és una societat francesa especialitzada en la informàtica professional. L'agost de 2014 la companyia francesa Atos va anunciar que havia adquirit una participació de control en Bull SA a través d'una oferta de compra llançada al maig. Atos va anunciar l'octubre de 2014 la compra definitiva de Bull. La màscara de les targetes intel·ligents de la norma GSM (targeta SIM), va ser desenvolupada per BULL CP8 a Trappes. Bull va posar en marxa el Hoox m2, el primer telèfon intel·ligent Europeu amb seguretat integrada. La gamma Hoox de mòbils i telèfons intel·ligents segurs manté la confidencialitat de veu, SMS, correu electrònic i la comunicació de dades.

## Activitats
Els sectors d'activitat de Bull:

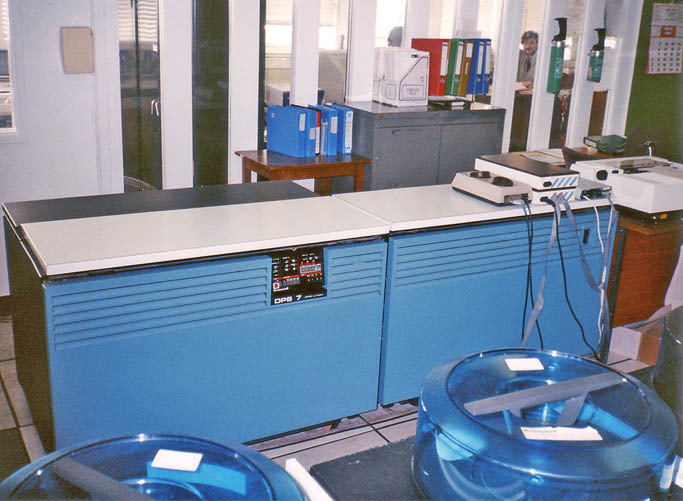
Mainframe Honeywell-Bull DPS 7 de 1990

- La computació d'alt rendiment (HPC), és a dir els supercomputadors.
- Els servidors Linux, Windows, AIX i mainframes GCOS (concepció, fabricació, distribució),
- Els sistemes d'emmagatzematge d'informació i de còpies de seguretat.
- Els programaris: codi obert (programari lliure), de supervisió i d'administració, Linux, Microsoft,
- El consell, la provisió de serveis informàtics i el desenvolupament de solucions adaptades als  clients,
- Els serveis d'integració de sistemes, particularment en les Telecomunicacions, el sector públic, la sanitat, la defensa, l'energia, els bancs...
- La subcontractació de serveis
- Els serveis de suport informàtic (gestionats per l'entitat[1] Bull Support logiciel)
- La seguretat informàtica i les solucions de sobirania: infraestructures de gestió de les claus (IGC o PKI en anglès) per a la producció de  certificats electrònics, solucions de signatures electròniques, solucions criptogràfiques de programari i de maquinari, solucions dedicades a la seguretat de les banca electrònica, solucions dedicades a la gestió de les identitats i dels accessos (Evidian, sucursal de Bull). Bull fou també un dels accionistes de l'operador de seguretat Keynectis (operador de serveis de confiança).

## Accionariat
Estructura de l'accionariat al 31 de desembre de 2005:
| Accionariat     | Accions    | Part (%) |
| --------------- | ---------- | -------- |
| France Télécom  | 9.747.082  | 10,1     |
| J.P. Morgan     | 4.887.871  | 5,1      |
| NEC Corporation | 2.947.080  | 3,0      |
| Debeka          | 2.000.000  | 2,1      |
| Empleats        | 1.113.453  | 1,2      |
| Flotant         | 76.090.539 | 78,5     |
| TOTAL           | 96.786.025 | 100      |

## Història
Bull fou un antic protagonista en els sistemes d'informació. L'empresa Bull data dels començaments de la mecanografia. Fundada l'any 1931 per a desenvolupar i comercialitzar les màquines estadístiques dissenyades per l'enginyer noruec Fredrik Rosing Bull. Canvià el nom varies vegades, primer, HW Egli Bull (1931-1935), després Compagnie des Machines Bull fins al 1990, i finalment "Bull" des del 1997. A Espanya la va introduir el seu representant a Barcelona Guillermo Truniger passant posteriorment la seu a Madrid.
- La societat esdevé el 1933 la Compagnie des Machines Bull.
- Durant l'Ocupació (1940-1944), Bull va ser el principal proveïdor de material  mecanogràfic del Service national des statistiques, fundat per René Carmilla. Això va constituir la base de desembarcament comercial a Àfrica del Nord. Un procés judicial interminable el va enfrontar a IBM a propòsit de la targeta perforada de 80 columnes.[2]
- Bull: De la mecanografia a l'electrònica (1931-1964). Bull desenvolupa el primer ordinador multitasca, el Gamma 60 (1958) Aquesta màquina és, en termes de material, la tecnologia punta dels progressos de l'època, (en particular pel que fa a la multitasca), però es veu llastrada per la manca de programari. Bull, havent comprat la filial sueca de RCA, es troba sense capital, i és comprada per General Electric
- De Bull-General Electric a CII-Honeywell Bull (1964-1983): En 1964, l'empresa passa a anomenar-seBull General Electric, poc després de la integració en el grup General electric; aquest manté els productes de gamma alta, confia a Bull els productes de gamma mitjana i els de gamma baixa a Olivetti.
- Bull es va associar tot seguit amb Honeywell, després de la transferència de les activitats mundials d'informàtica de General Electric a Honeywell, i va prendre el nom de Honeywell Bull
- El 1975, el Govern  francès va enfonsar el consorci Unidat (CII +  Siemens + Philips), creat per competir amb IBM i que podria haver estat l'Airbus de la informàtica, denunciant unilateralment l'acord i venent la Compagnie Internationale d'Informatique (CII) a Honeywell-Bull
- L'equip Ichbiah passa de CII a la nova estructura, i va proposar en nom de Honeywell la concepció del Llenguatge de programació Ada que va guanyar el concurs proposat pel Pentàgon (1983), amb el nom clau de "Blue language".
- La companyia va ser nacionalitzada el 1982: es crea elGroupe Bullpel reagrupament de CII-Honeywell-Bull i SEMSA. L'Estat francès esdevé accionista majoritari.
- A l'octubre de 1989, Bull compra Zenith Data Systems, constructor americà de microordinadors PC. Aquesta operació anava destinada a obtenir el mercat del govern federal, però va suposar grans pèrdues, degut a les clàusules d'aquests contractes, en particular el Força Aèria dels Estats Units contract Desktop IV. ZDS fabricava ordinadors molt barats, però els seus plaques mare resultaven moltes vegades defectuoses un cop en ús, cosa que requeria un servei tècnic a domicili, per la qual cosa ZDS va haver de contractar a una altra firma per proporcionar el servei. A més, en virtut d'una clàusula per la qual havia de proporcionar actualitzacions de programari gratuïtes, es va veure forçada a assumir el cost passar 200.000 equips a Windows 95. Aquest error estratègic va conduir a la revenda de ZDS a la societat  Packard Bell NEC a 1996 (de la qual curiosament ZDS era accionista majoritari amb un 80%).
- El 1991-1992, Bull es va centrar en les activitats de servidors de gamma mitjana i alta, el servei al client i serveis de desenvolupament i integració de programari.
- Els anys 1994 fins a 1997 veuen la privatització progressiva del grup Bull, dirigit per Jean-Marie Descarpentries, amb la creació d'una base d'accionistes (entre ells France Télécom i NEC) i l'obertura del capital al públic. Aquesta etapa permet augmentar la part de l'Estat francès al 17,3%. El grup seria totalment reprivatitzat el 2004.
- A finals del 2000, el grup va vendre el seu negoci de targetes intel·ligents a Schlumberger (avui Axalto). A partir del 2006, Axalto es va fusionar amb Gemplus amb el nom Gemalto.

- Des del començament dels anys noranta, el grup va conèixer diverses reestructuracions, l'última de les quals es va acabar el 2004. Al començament de 1999, els efectius de Bull eren encara una mica més de 20.000. Al final de 2001, els efectius de l'empresa van baixar fins al voltant de 10.000 persones. El 2008, Bull al voltant de 7.800 empleats, però tornà a començar a emprar més gent el 2008 (1000 persones).
- L'agost de 2014 la companyia francesa Atos va anunciar que havia adquirit una participació de control en Bull SA a través d'una oferta de compra llançada al maig. Atos va anunciar l'octubre de 2014 la compra definitiva de Bull.

## Proveïdors europeus i mundials
Bull va passar a ser un grup totalment privat, rendible (des del 2007) i en creixement relatiu.
El seu objectiu era, passar a ser un dels principals proveïdors europeus i mundials en sistemes d'informació oberts. El grup s'està expandint ràpidament en els serveis d'integració de sistemes, particularment pels projectes molt grans: telecomunicacions, sector públic, defensa. Preveu emprar 1.000 persones el 2008 en aquest entorn, 400 de les quals a França.
Bull va esdevenir també un dels especialistes mundials de superordinadors. La companyia va lliurar al Commissariat d'énergie atomique el 2006 i el 2007 el més potent complex europeu supercomputadors TERA-10 / CCRT, i ha de lliurar el 2009 un superordinador de gairebé 300 TFlops en l'àmbit del GÈNCIA.
Va constituir un últim resistent a Europa en el sector informàtic. Tots els seus competidors europeus van ser comprats de mica en mica per multinacionals americanes o japoneses.

## Oferta de Bull en sistemes oberts
Des de 2002 Bull anuncià una tornada als sistemes oberts i al programari lliure.
Aquesta estratègia comportà:
- Des de 2002 a la fundació del primer consorci mundial dedicat als programari d'infraestructura lliure, ObjectWeb, avui OW2[3]
- Al llançament a 2003 d'una nova generació de servidors oberts per les aplicacions comercials i científiques, NovaScale®,
- Al llançament a 2005 d'una oferta de serveis global que permeti pensar, construir i utilitzar les aplicacions crítiques d'empresa recolzant-se sobre tota la riquesa funcional del programari lliure.

En 2005, Bull canvia de logotip i confirma la seva estratègia definint com 'Arquitecte d'un món obert'
La signatura de contractes d'importància mundial en 2005 i 2006 confirmà l'èxit d'aquesta estratègia i el nou potencial del grup.
El 2007 Bull anuncià el llançament progressiu de 7 iniciatives estratègiques per acompanyar les empreses i les administracions en el desenvolupament de sistemes d'informació oberts, el programa 7i.